# Zemeljski plaz v Risaraldi (2022)
5. decembra 2022 se je v departmaju Risaralda v Kolumbijisprožil velik zemeljski plaz.
Ubitih je bilo najmanj 33 ljudi, kritično poškodovane pa so bile še 4 osebe. Devet drugih so rešili. Vse žrtve so bili potniki na avtobusu, ki se je na pot odpravil iz Calija. Po besedah kolumbijskega predsednika Gustava Petra so bili med ubitimi najmanj trije otroci. Na samem avtobusu je bilo okoli 25 potnikov.